# Sully-la-Chapelle
Sully-la-Chapelle är en kommun i departementet Loiret i regionen Centre-Val de Loire strax norr Frankrikes mitt. Kommunen ligger i kantonen Neuville-aux-Bois som tillhör arrondissementet Orléans. År 2022 hade Sully-la-Chapelle 453 invånare.

## Befolkningsutveckling
Antalet invånare i kommunen Sully-la-Chapelle
| Referens: INSEE |